# آنا شل
آنا شل (به انگلیسی: Anna Schell؛ زادهٔ ۳ اوت ۱۹۹۳) یک کشتی‌گیر آزادکار کشور آلمان است.
از افتخارات وی می‌توان به کسب دو مدال برنز قهرمانی کشتی جهان ۲۰۱۹ و قهرمانی کشتی جهان ۲۰۲۱ اشاره کرد. وی سابقه حضور در المپیک ۲۰۲۰ توکیو را دارد.